# ドリームスシリーズ
『ドリームスシリーズ』はフジテレビONEで随時放送されているボウリングのテレビマッチのタイトルである。
フジテレビでは2005年からお笑い芸人を対象とした、「お笑いチャンピオンボウリング」を地上波で随時放送してきたが、これを2013年よりCS放送に委譲してを発展したもので、原則として毎月1本ずつ（年間12回）の割合で放送が行われている。
CSでの放送開始後はお笑い芸人大会のほか、プロボウラーによる対抗戦「中山律子杯（日本代表決定戦、世界一決定戦）」、「アスリートボウリング王決定戦」（ボウリング以外のスポーツ界の選手による大会）などが展開され、2014年には芸能界最強のボウリング王を決める「オールスターチャンピオンボウリング」が開始、2015年にはさらに大相撲力士と、好角家（大相撲ファン）の著名人の大会である「大相撲チャンピオンボウリング」が開催された。2015年度からは新日本製薬が特別協賛社となり、優勝者に同社製品が贈られるようになった。
芸能人などの出場する大会では原則としてプロとのミックスダブルス形式が採用され、1フレームごとに、芸能人などが1投目、プロが2投目を投球する。
また、同じタイトルのシリーズとして、アメリカ合衆国などで行われているPBAワールドシリーズ、ワールドボウリングツアーの模様を録画中継する番組もある。